# Małgorzata Pizio-Domicz
Małgorzata Pizio-Domicz (ur. 1957) – polska architektka. Laureatka Honorowej Nagrody SARP w 2014 za wkład w rozwój polskiej architektury.

## Życiorys
W 1980 ukończyła studia architektury na Politechnice Poznańskiej. W 1990 wraz ze swoim mężem, Antonim Domiczem, założyła biuro M. i A. Domicz – Pracownia Architektury, z którym ściśle związana jest jej działalność.
Wszystkie ich realizacje powstały w województwie opolskim. Ich projekty cechują się prostotą, ponadczasowością i umiejętnością wpisania się w otoczenie. Jedną z najbardziej znanych realizacji jest przebudowa dawnej stołówki Urzędu Wojewódzkiego na centrum Szkoleniowo-Konferencyjne. Obiekt zyskał sporo przeszkleń, dzięki czemu udało się otworzyć widok na elewację gmachu siedziby Urzędu Wojewódzkiego oraz na wieżę Zamku Piastowskiego. Kolejne ważne budynki zaprojektowane przez Domiczów to biblioteka Caritasu i Centrum Edukacji Artystycznej ArtPunkt. Ten ostatni obiekt wyróżnia się elewacją, którą tworzą półprzezroczyste tafle poliwęglanu.